# فرودگاه شهرستان گریلی–ولد
فرودگاه شهرستان گریلی-ولد (به انگلیسی: Greeley-Weld County Airport) یک فرودگاه همگانی با کد یاتا GXY است که یک باند فرود آسفالت دارد و طول باند آن ۱۷۶۸ متر است. این فرودگاه در شهر گریلی، کلرادو کشور ایالات متحده آمریکا قرار دارد و در ارتفاع ۱۴۳۱٫۶ متری از سطح دریا واقع شده‌است.